# Lila Archiv
Das Lila Archiv ist ein Archiv zur Frauen- und Lesbenbewegung in der thüringischen Kreisstadt Meiningen. Das Archiv wird getragen vom eingetragenen, gemeinnützigen Verein zur Bewahrung, Mehrung und Nutzung des Lila Archiv e.V. Es wurde 1991 nach dem Fall der Mauer gegründet.

## Geschichte
Ursula Sillge gründete das Lila Archiv 1991 und ist seitdem Geschäftsführerin des Archivs. Es war das erste ostdeutsche Frauenarchiv. Um die Bestände einzusehen, muss ein Nutzungsantrag gestellt werden. Das Archiv versteht sich als wichtige Ergänzung zu den Archiven der öffentlichen Hand. Es versammelt Literatur und Dokumente zur Frauen- und Lesbenbewegung mit einem Fokus auf die DDR.
Die Farbe Lila ist das Symbol für gleichberechtigtes Nebeneinander von Frauen und Männern in der Gesellschaft, denn Lila ist die paritätische Mischung von Rot und Blau.
Das Archiv gehört dem I.d.a. – Dachverband deutschsprachiger Frauen / Lesbenarchive, -bibliotheken und -dokumentationsstellen (i.d.a.) an.

## Themen der Bestände
Die Archivalien umfassen ca. 40.000 Bücher, 200 Frauenzeitschriften aus aller Welt sowie Ausschnitte, Filme, Mikrofilme, Videos und weitere Materialien zu folgenden Themen:

### Frauen und Männer in der Gesellschaft
- Geschlecht, Gender, Mainstream
- Biografien von Frauen und einigen Männern
- Frauenzeitschriften aus aller Welt
- Thematische Sammlungen

### DDR und sozialistische Länder
- Übersicht und Spezielles
- Belletristik von und über Frauen in der DDR
- Widerständige Bewegung

### Lesben, Schwule etc.
- Geschichte, Aktuelles, Sonntags-Club u. v. m.

### Nachlässe
- Elise Bartz, Postbeamtin
- Eva Hoffmann-Aleith, Pastorin und Schriftstellerin
- Sigrun Kirstein, Journalistin
- Gertrud Obermeit, Bäuerin aus Ostpreußen
- und weitere Nachlässe sowie Spenden und Leihgaben.

### Sondersammlungen
- Sammlung zu Schwangerschaft und Geburt
- Speisekarten aus der DDR u. a. sozialistischen Ländern, von Sättigungsbeilagen bis Soßenverbundnetz
- Sammlung zu Sterben, Friedhof, Beerdigung etc.
- Namen und andere Sammlungen.

## Auszeichnungen
- 9. Frauenpreis der Die Linke Thüringen[5]